# Arnold Layne
«Arnold Layne» (укр. Арнольд Лейн) — перший сингл британського психоделічного рок-гурту Pink Floyd, написаний Сідом Барреттом, одним із засновників Pink Floyd та лідером гурту на той час. 11 березня 1967 року, невдовзі після підписання контракту з EMI, пісня вийшла в світ і невдовзі досягла 20-го місця в хіт-параді Великої Британії.

## Опис
В лютому 1967 року гурт  стає професійним, тобто хлопці наважуються в майбутньому жити тільки на доходи від музичної діяльності. В березні вони підписують контракт з пластинковим гігантом «EMI», і 11 березня 1967-го виходить перший сингл Pink Floyd — Arnold Layne/Candy and а Currant Bun. Пісня Arnold Layne, розташована на стороні «A», була записана в Sound Techniques Studios 29 січня з продюсером Джо Бойдом. Пісня ця стала хрестоматійним прикладом британської психоделії, та започаткувала  нову еру в поп-музиці.
Це була розповідь про трансвестита на ім'я Арнольд Лейн, який вночі при світлі місяця викрадав з мотузок жіночу білизну, а потім перед дзеркалом вбирався у викрадене. Реакція на появу такого незвичайного персонажу була неоднозначною. Одні назвали пісню брудною,  інші, навпаки, розумною та іронічною.
Сам автор зовсім не прагнув викликати скандал: «Я просто написав пісню. Арнольд Лейн — таке миле ім'я… І я подумав, що у нього повинне бути хобі…» Насправді, пісня була заснована на реальному епізоді з його та Роджера Вотерса кембриджської юності. Матері обох майбутніх «флойдів» здавали кімнати студенткам місцевого коледжу, і в саду за будинком на мотузках сушилися гірлянди жіночої нижньої білизни. Вся місцева громадськість була розбурхана, коли раптом вночі ця білизна стала зникати. Проте, мабуть, головним було те, що Барретт, надихнутий The Beatles, та The Kinks, написав пісню про реалії (хай і приховувані) повсякденного британського життя, а не стандартну для поп-музики того часу пісеньку про любов.
В середині квітня 1967 року пластинка Арнольд Лейн перебувала вже в хіт параді на 33 позиції, що для початку було, загалом , непогано. Для її «розкрутки» був знятий навіть рекламний кліп, в якому хлопці дуріють на березі моря. Разом з ними в цьому бере участь збірно-розбірний манекен з шляхетним лицем та в казанку — мабуть, одне з втілень Арнольда Лейна.
Радіостанції відмовлялися передавати пісню Arnold Layne в ефір, та попри це, сингл піднявся на 20 місце британського списку. Pink Floyd вперше з'явились на престижній телепередачі «Top of the Pops», ім'я Pink Floyd стало відомим всій країні.

## Наживо (2006рік)
Девід Ґілмор, протягом свого сольного турне, On an Island, несподівано додав Arnold Layne до списку в кінці американського турне 17 квітня 2006 року у шоу в головному театрі Окленда. Цей варіант пісні співав Річард Райт і вона залишалась в списку до 31 травня.
Pink Floyd мали звичку несподівано додавати старі  пісні на концертах, так  в 1977 році граючи в головному театрі Окленда вони виконали Careful with That Axe, а в 1994, несподівано, One Slip.
26 грудня 2006 року, два концертних записи пісні, з шоу Девіда Ґілмора 2006 року On an Island в Роял-Альберт-Холл, були випущені  як концертний сингл та досягли 19 місця в хіт—параді Великої Британії (UK Singles chart). На одній версії вокал Девіда Боуі а на іншій Річарда Райта. Обидві версії є на DVD, Remember That Night Девіда Ґілмора (версія з вокалом Девіда Боуі на першому диску, а версія з вокалом Річарда Райта, як бонус на другому).
1. Arnold Layne — Девіда Боуі
2. Arnold Layne — вокал Річарда Райта
3. Dark Globe — вокал Девіда Ґілмора

Треки 1 и 2 записані в травні 2006 року на концертах в Роял-Альберт-Холл, Лондон. Трек 3 — в липні 2006 на концерті в Clam Castle, Австрія.
На винилі сингл випустили обмеженим тиражем. На відміну від  CD-версії на ньому чутно, як Девід Ґілмор запрошує на сцену Девіда Боуі.
Сингл присвячено пам’яті Сіда Барретта.

## Учасники запису
- Сід Барретт — гітара, вокал;
- Нік Мейсон — ударні, перкусія;
- Річард Райт — клавішні, орган, бек-вокал;
- Роджер Вотерс — бас-гітара, вокал.